# Бета Водолея
Бета Водолея (β Aqr/β Aquarii)  — ярчайшая звезда созвездия Водолея третьей звёздной величины — 2,91m. Имеет традиционное название Садальсууд, происходящее от арабского سعد السعود Sa‘d al-Su‘ūd, — «счастливая из счастливейших» и называется так, потому что Солнце вступает в это созвездие тогда, когда прошла зима, наступает март, и начинается сезон постоянных, лёгких дождей.
Садальсууд —  редкая звезда —  относительно горячий сверхгигант спектрального класса G0 с температурой поверхности 5 600 K, почти такой же, как у Солнца. Находясь на  расстоянии 600 световых лет от Земли, он излучает со светимостью 2 200 раз больше солнечной. Из этого можно рассчитать, что его диаметр в 50 раз больше солнечного, а масса составляет около 6 солнечных. Три близко расположенные звезды: Эниф, Садальмелик и Садальсууд —  очень похожи. Садальсууд самый горячий из них и имеет наименьшую светимость, Эниф наиболее холодный и самый яркий. Садальсууд ярче, чем Садальмелик только потому, что он на 140 световых лет ближе к нам. Все трое родились вместе, как горячие звёзды спектрального класса B, похожие на звёзды, которые в настоящее время образуют Плеяды, хотя и не в столь жестко связанном скоплении. Они родились в звёздной ассоциации, примерно такой же, как Туманность Ориона, а их собственное движение за последние десятки миллионов лет отдалило их друг от друга, но не так далеко, чтобы их нельзя было окинуть одним взглядом. Все три звезды движутся более или менее перпендикулярно к плоскости нашей Галактики, и это означает, что какая-то сила отшвырнула их от места рождения. Имея одинаковый возраст и массу, все они, вероятно, уже начали вырабатывать внутри своих ядер углерод из гелия, и на заключительных стадиях звёздной эволюции сбросят свои оболочки, закончив свою жизнь как массивные белые карлики, похожие на Сириус B.
В телескоп видно, что Садальсууд —  тройная звезда. Первичный компонент, β Водолея, имеет два оптических компонента: β Водолея B с видимой звёздной величиной 11,0m, позиционным  углом 321° и с удалением от основной звезды на 35,4 угловых секунд и β Водолея C, с видимой звёздной величиной 11,6m, позиционным углом 186° и удалением от основной звезды на 57,2 угловых секунд. На сегодняшний день нет явных доказательств того, что все три звезды образуют гравитационно-связанную тройную  систему, возможно, что они просто визуальные спутники.